# Clifford Stoll
Clifford Paul »Cliff« Stoll, ameriški astronom, računalnikar, izumitelj in pisatelj, * 4. junij 1950, Buffalo, New York, ZDA.
Stoll je najbolj znan po svojem pregonu računalniškega hekerja KGB Markusa Hessa leta 1986 in knjigi iz tega leta The Cuckoo's Egg, ki podrobno opisuje njegove izsledke kot sistemskega skrbnika v LBL. Napisal je tri knjige, več tehnoloških člankov v poljudnih medijih, kot npr. o mehanskem računalu Curta in logaritemskem računalu v reviji Scientific American.

## Življenje in delo
Končal je Hutchinson Central Technical High School v Buffalu. Diplomiral je na Državni univerzi New Yorka (SUNY) v Buffalu. Leta 1980 je doktoriral na Univerzi Arizone v Tucsonu s področja astronomije. Raziskal je polarimetrijske podatke z Nasinih sond Pioneer 10 in 11 o Jupitrovi atmosferi. V poznih 1980-ih se je poročil z Martho Stoll, vendar sta se kasneje ločila.
V 1960-ih in 1970-ih je bil inženir na nacionalni javni radijski postaji WBFO v Buffalu. Njegova izsleditev Hessovih vohunskih dejavnosti velja za prvi primer digitalne forenzike.
V svoji knjigi Silicon Snake Oil iz leta 1995 in spremnemu članku v Newsweeku je pričakovanje o elektronskem poslovanju označil za »neumnost«. Postavil je vprašanje o vplivu medmrežja na prihodnost družbe in njegovi dobrodejnosti. V članku je naredil več napovedi, npr. o elektronskem poslovanju (ki ga je označil za nezmožnega preživeti zaradi pomanjkanja osebnega stika in varnih spletnih prenosov denarja), ter o prihodnosti tiskanih novičarskih publikacij (»nobena spetna podatkovna zbirka ne bo zamenjala vašega dnevnega časopisa«). V knjigi je zapisal: »Večinoma govorim za ljudi, ki mistično občutijo pasti medmrežja: sanjači, pazite se. Življenje v resničnem svetu je daleč bolj zanimivo, daleč pomembnejše, daleč bolj bogato, kot karkoli, kar boste kdajkoli našli na računalniškem zaslonu.« Ko se je članek leta 2010 ponovno pojavil na spletni strani in kolaborativnem blogu Boing Boing, je Stoll podal samograjajoči komentar: »Od mojih mnogih spodrsljajev, čvekalnih neumnosti in grobih napak, je bilo nekaj javnih, kot npr. moja napaka leta 1995 ... Sedaj, kadar vem kaj se dogaja, si brzdam misli: Cliff, to je lahko napačno ...«
Stoll prek svojega podjetja Acme Klein Bottles prodaja Kleinove steklenice iz pihanega stekla. Zanje je slišal v Gardnerjevih člankih v Scientific American. V kemijski učilnici buffalske tehniške gimnazije je z Bunsenovim gorilnikom in stekleno cevjo hotel narediti Kleinovo steklenico. Po tem, ko si je ožgal prste in polomil več cevi, je odnehal. Kasneje je na kolidžu poskušal še enkrat, vendar brez uspeha. Končno mu je na Univerzi Kalifornije v Berkeleyju s pomočjo pihalcev stekla uspelo izdelati ta geometrijski objekt. Čez dva meseca jih je prodal veliko. Bil je profesor fizike na Tehiyah Day School v El Cerritu, Kalifornija. Kasneje je učil fiziko najstnike, ki so se izobraževali doma. Bil je redni sodelavec televizijskega programa The Site na kanalu MSNBC o razvoju medmrežja. Je tudi radioamater z licenco FCC in klicnim znakom K7TA.

## Izbrana dela
- Clifford Stoll (1989). The Cuckoo's Egg. New York: Doubleday. ISBN 0-370-31433-6.
- Clifford Stoll (1995). Silicon Snake Oil — Second thoughts on the information highway. ISBN 0-330-34442-0.
- Clifford Stoll (2000). High-Tech Heretic: Reflections of a Computer Contrarian.